# Katzbach (Regen)
Der Katzbach ist ein 13,7 km langer, rechter Zufluss des Regen im oberpfälzischen Landkreis Cham in Bayern.

## Verlauf
Mehrere Quellbäche des Katzbachs entspringen in Feuchtgebieten am Westhang des 780 m hohen Vorderen Hieners. Ein weiterer Quellbach entspringt etwas weiter südlich am Westhang des 740 m hohen Hagenberges. Diese Quellbäche vereinigen sich gut einen halben Kilometer vor dem Dorf Katzbach der Stadt Waldmünchen zum zunächst noch Lohgraben genannten Katzbach.
Der Lohgraben fließt in nordwestlicher Richtung weiter bis nach Katzbach und wird von dort an Katzbach genannt. Er durchfließt den Ort in einem Linksbogen und unterquert dabei zuerst die Staatsstraße 2146 und dann die Bahnstrecke Waldmünchen–Cham. Nach dem Ort fließt der Bach für den größten Teil seines Laufes südwärts.
In der Ortschaft Katzbach beginnt ein zunächst enges, sich erst später weitendes Tal, das sich von Katzbach bis nach Willmering in Nord-Süd-Richtung erstreckt. Parallel zum Bach auf dem Talgrund läuft auf halber Hanghöhe an der östlichen Talseite die genannte Bahnstrecke, während die St 2146 bis Balbersdorf auf etwa dem ersten Drittel des Abschnittes  bis Willmering näher am Bach am linken Unterhang zieht und dort dann auf die andere Seite wechselt, sich anschließend vom Gewässer weiter entfernt und ihn in  Willmering wieder überquert und das abknickende Tal dort südwärts verlässt.
Die Bahnstrecke Cham–Waldmünchen verläuft auf der gesamten Länge des Katzbaches vom Ort Katzbach bis zu seiner Mündung parallel zum Bach auf seiner linken Seite.
Von Katzbach bis Klinglmühle fließt der Katzbach auf der Grenze zwischen den Gemeinden Waldmünchen im Osten und Waffenbrunn im Westen. Vom Osthang des 682 m hohen Gemeindeberges mündet am Nordrand von Klinglmühle ein unbenannter Bach von rechts in den Katzbach. In Klinglmühle weicht die Gemeindegrenze vom Katzbach, der hier in das Gebiet der Gemeinde Waffenbrunn einfließt. Er nimmt weitere unbenannte Bäche von den Osthängen des Schwarzwaldes und des Taschnerholzes von rechts und von links einen unbenannten Bach vom Osthang des Häuselberges auf.
Südlich von Klinglmühle weitet sich das Tal, der Talboden bleibt nun bis Waffenbrunn flach und feucht. Auf diesem Abschnitt verzweigt sich der Katzbach mehrfach und vereint sich dann wieder.
Er fließt durch Balbersdorf und nach Schnabelmühle, zwischen denen mehrere unbenannte Bäche von den bewaldeten Hängen rechts und von links zumünden.
Südlich der Schnabelmühle läuft der lange, aus dem Nordwesten kommende Himmelmühlbach aus einem eigenen kleinen Tal zu, während einige Zuflüsse von der anderen Seite nur recht kurze Hangbäche sind.
Wenig vor der Pointmühle von Waffenbrunn mündet aus einer rechten Talweitung um Weiher von rechts der etwas längere Lohbauernbach.
Der Katzbach passiert die Pointmühle und anschließend Waffenbrunn, das größtenteils rechts liegt; hier grenzt teilweise schon das Gebiet der nächsten Gemeinde Willmering ans östliche Ufer, in das er bald überwechselt. Er schwenkt für die nächsten zwei seiner weniger als vier Kilometer restlichen Laufes auf südwestlichen Lauf mitten durch den namengebenden Hauptort der Gemeinde, in der er einen kleinen Park mit einer denkmalgeschützten Kapelle durchquert. Nachdem weiter abwärts die B 22 den Bach und seine hier nur noch schwach eingetiefte Talmulde gequert hat, hat er das Stadtgebiet von Cham betreten. Er schwenkt für seine letzten etwa zwei Kilometer zurück auf Südlauf, auf dem er zuletzt die Chamer Stadtteile Katzberg am linken und Katzbach (!) am rechten Ufer voneinander trennt.
Zuletzt läuft er unter der Bahnbrücke der dem Flusslauf folgenden Bahnstrecke Furth im Wald–Schwandorf hindurch und mündet dann von rechts im Naturschutzgebiet Regentalaue in den Regen.

## Zuflüsse
- Himmelmühlbach von rechts
- Lohbauernbach von rechts
- Münchsbach von rechts[1]

## Fehlende Dokumentation
Während sonst für kleine und kleinste Bäche in Bayern Gewässerkennzahlen (GKZ) in frei abrufbaren Verzeichnissen dokumentiert wurden, verhält sich das beim Regen ganz anders.
Von den 74 größeren Nebenflüssen des Regens sind nur 6 mit einer GKZ im Gewässerverzeichnis Donau von der Naab bis zur Isar des Bayerischen Landesamts für Umwelt ausgewiesen:
- Klinglbach (GKZ = 152272)
- Chamb (GKZ = 15228)
- Knöblinger Bach (GKZ = 152292)
- Perlbach (GKZ = 152294)
- Sulzbach (GKZ = 152296)
- Wenzenbach (GKZ = 152298)[2]

Außerdem gibt es keine Extra-Datei für den Regen und seine Nebenflüsse, so wie das für einige andere größere Nebenflüsse der Donau der Fall ist, nämlich für Lech, Naab, Isar und Inn.
Der Katzbach gehört zu denjenigen Nebenflüssen des Regens, die in diesen Verzeichnissen nicht mit einer GKZ verzeichnet sind.
Wenn er eine GKZ hat, muss diese mit 152291 beginnen.